# Léon d'Hervey de Saint-Denys

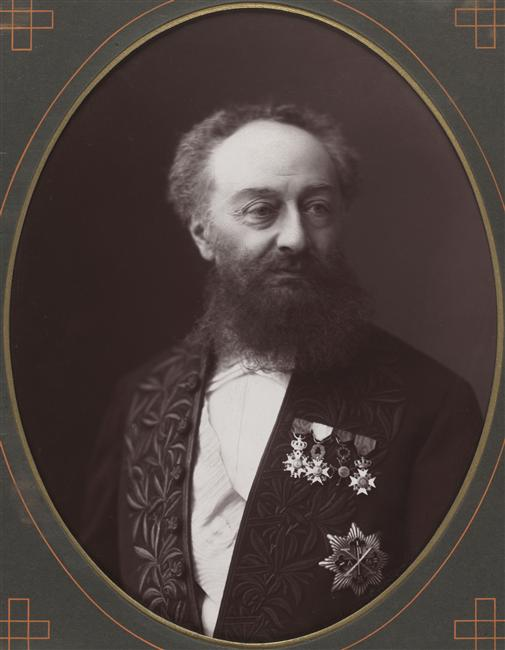
Léon d'Hervey de Saint-Denys

Marie-Jean-Léon Lecoq, Baron d'Hervey de Juchereau, Marquis d'Hervey de Saint-Denys (Parijs, 6 mei 1822 - aldaar, 2 november 1892) was een Franse sinoloog.

## Biografie
D'Hervey werd geboren op 6 mei 1822 als zoon van Alexandre Le Coq, baron d'Hervey (1780-1844), en Mélanie Juchereau de Saint-Denys (1789-1844).
Verschillende bronnen vermelden 5 mei 1823 als Denys' geboortedatum. In het hieronder genoemde boek van Oliver de Luppe et al bevindt zich een foto van Denys' grafsteen. Daarop is geen geboortedatum vermeld, maar het geeft slechts diens datum van overlijden, 2 november 1892, maar het vermeldt wel dat Denys stierf op 70-jarige leeftijd. Wanneer wij dit als bewijs nemen, dan moet Saint-Denys in 1822 geboren zijn. 
Na adoptie door zijn oom Amédée Louis Vincent Juchereau (1782-1858) werd hij markies van Saint-Denys. In 1874 werd d'Hervey benoemd als professor in de Chinese taal aan het Collège de France, en enkele jaren later werd hij lid van de Académie des inscriptions et belles-lettres.
Op 1868 trouwde d'Hervey met de Oostenrijkse Louise de Ward.. Bij de Parijse Wereldtentoonstelling van 1867 trad Hervey de Saint-Denys op als bemiddelaar voor de Chinese exposanten (Legioen van Eer). In 1874 volgde hij Stanislas Julien op als hoogleraar in het Chinees aan het Collège de France, en in 1878 volgde zijn benoeming als lid van de Académie des inscriptions et belles-lettres.
D'Hervey stierf in zijn hotel in Parijs (9 avenue Bosquet) op 2 november 1892.
Veel biografische gegevens staan vermeld in het boek van O. de Luppé et al.

## Sinologie
D'Hervey studeerde Chinees. In 1851 publiceerde hij zijn Recherches sur l'agriculture et l'horticulture des Chinois (Onderzoek naar de tuin- en landbouw van China), waarin hij zich bezighield met planten en dieren die wellicht in Westerse landen geïntroduceerd konden worden. Hij vertaalde ook Chinese teksten en verhalen, niet zozeer voor hun literair belang maar voor het licht dat zij doen schijnen op de Chinese cultuur en gebruiken. Hij hield zich ook bezig met anderstalige literatuur. Zo vertaalde hij bijvoorbeeld Spaanstalige werken en schreef hij een boek omtrent de geschiedenis van het Spaanse drama.

## Lucide dromen
D'Hervey wordt soms vermeld voor zijn introspectieve studies naar dromen.
In 1867 verscheen er een anonieme publicatie onder de titel Les rêves et les moyens de les diriger; observations pratiques. In het boek Le sommeil et les rêves van Alfred Maury werd D'Hervey genoemd als de auteur.
De anonieme auteur, waarvan Maury veronderstelt dat het d'Hervey de Saint-Denys is, vertelt dat hij op veertienjarige leeftijd begon met het dagelijks noteren van zijn dromen. In het geschrift biedt d'Hervey ons een theoretisch kader, technieken om dromen te sturen, en hij beschrijft dromen "waarin hij zich perfect bewust is van het feit dat hij aan het dromen is". In dit boek duikt voor het eerst de term rêve lucide op, en volgens sommigen. is hij dus de eerste die deze term gebruikte, en niet Frederik van Eeden. Maar dit is een foutieve veronderstelling. Ofschoon het woord ' lucide'  terdege in het geschrift van Saint-Denys voorkomt, wordt het niet gebruikt zoals in de huidige betekenis. Lucide dromen worden door Saint-Denys met omschrijvende zinnen, zoals 'ik heb weet van mijn situatie dat ik aan het dromen ben'  aangeduid.

## Werken

### Sinologie
- Hervey de Saint-Denys (1850). Recherches sur l'agriculture et l'horticulture des Chinois et sur les végétaux, les animaux et les procédés agricoles que l'on pourrait introduire... dans l'Europe occidentale et le nord de l'Afrique. (Studies m.b.t. landbouw en de horticultuur in China). Allouard et Kaeppelin. Paris.Tekst on line
- Hervey de Saint-Denys (1859). La Chine devant l’Europe. Amyot/Paris.Tekst on line
- Hervey de Saint-Denys (1862). Poésies de l'époque des T'ang. Étude sur l’art poétique en Chine (Poems of the Tang Dynasty). Paris: Amyot.
- Hervey de Saint-Denys (1869). Recueil de textes faciles et gradués en chinois moderne, avec un tableau des 214 clefs chinoises et un vocabulaire de tous les mots compris dans les exercices, publié à l'usage des élèves de l'École spéciale des langues orientales.
- Hervey de Saint-Denys (1870). Le Li-sao, poéme du IIIe siècle avant notre ére, traduit du chinois (Li Sao, a gedicht uit de derde eeuw voor Christus. Vertaald uit het Chinees). Paris: Maisonneuve.
- Hervey de Saint-Denys (1872). Mémoire sur l'histoire ancienne du Japon d'après le Ouen Hien Tong Kao de Ma-Touan-Lin. Imprimerie Nationale. Paris.Tekst on line
- Hervey de Saint-Denys (1873). Mémoire sur l'ethnographie de la Chine centrale et méridionale, d'après un ensemble de documents inédits tirés des anciens écrivains chinois. In-8°, pag. 109-134. Extrait des "Mémoires de la Société d'ethnographie". XII. Tekst on line
- Hervey de Saint-Denys (1873-1880). Ban Zai Sau, pour servir à la connaissance de l'Extrême-Orient, 4 vol.
- Hervey de Saint-Denys (1875). Sur le pays connu des anciens Chinois sous le nom de Fou-sang, et de quelques documents inédits pouvant servir à l'identifier. Comptes rendus des séances de l'Académie des Inscriptions et Belles-Lettres, Vol. 19, Issue 4, pages 319-335. Tekst online
- Hervey de Saint-Denys (1876). Mémoire sur le pays connu sous le nom de Fou-Sang.
- Hervey de Saint-Denys (1876–1883). Ethnographie des peuples étrangers de la Chine (Etnografie van mensen in China). Vertaal door Ma Duanlin.H. Georg, 2 Vol.4. Paris. - London H. Georg. - E. Leroux. - Trübner. Tekst on line
- Hervey de Saint-Denys (1879). Sur une notice de M. August Strindberg concernant les relations de la Suède avec la Chine et les pays tartares, depuis le milieu du XVIIe siècle jusqu'à nos jours. Comptes rendus des séances de l'Académie des Inscriptions et Belles-Lettres, Vol  23, Issue 2, pages 137-140.
- Hervey de Saint-Denys (1885). Trois nouvelles chinoises. Translation of selections from Jingu qiguan 今古奇觀.Ernest Leroux éditeur, « Bibliothèque Orientale Elzévirienne », vol. XLV, Paris. Tekst on line
- Hervey de Saint-Denys (1886). L’Annam et la Cochinchine. Imprimerie Nationale. Paris.
- Hervey de Saint-Denys (1887). Mémoires sur les doctrines religieuses; de Confucius et de l'école des lettres (Dissertations on religious doctrines; from Confucius to the school of letters).
- Hervey de Saint-Denys (1889). La tunique de perles. Une serviteur méritant et Tant le Kiaï-Youen, trois nouvelles chinoises. E. Dentu, Paris. Reprint in Six nouvelles chinoises, Éditions Bleu de Chine, Paris, 1999.
- Hervey de Saint-Denys (1892). Six nouvelles nouvelles, traduites pour la première fois du chinois par le Marquis d’Hervey-Saint-Denys. Éditions J. Maisonneuve, Collection Les Littératures Populaires, t. XXX, Paris. Reprint in Six nouvelles chinoises, Éditions Bleu de Chine, Paris, 1999.
- Hervey de Saint-Denys (2004). Écoutez là-bas, sous les rayons de la lune, traduzione di Li Bai e note del marchese d'Hervey Saint-Denis. Redactie Céline Pillon.

### Lucide dromen
- Hervey de Saint-Denys (1867). Les Rêves et les moyens de les diriger; Observations pratiques. (Vert.: Dromen en de Manieren om deze te Sturen: Praktische Observaties). Paris: Librairie d'Amyot, Éditeur, 8, Rue de la Paix.(Oorspronkelijk anonieme publicatie).Tekst online
- Henri Cordier (1892). Necrologie: Le Marquis d'Hervey Saint Denys . T'oung Pao- International Journal of Chinese Studies. Vol. 3 No. 5, pag. 517-520. Publisher E.J. Brill/Leiden/The Netherlands.Tekst on line
- Alexandre Bertrand (1892). Annonce du décès de M. le marquis Léon d'Hervey de Saint-Denys, membre de l'Académie.(Vert.: Aankondiging van de dood van Markies d'Hervey de Saint-Denys, lid van de Academie). Comptes rendus des séances de l'Académie des Inscriptions et Belles-Lettres, Vol. 36, Issue 6, page 377.Tekst on line
- Alexandre Bertrand (1892). Paroles prononcées par le Président de l'Académie à l'occasion de la mort de M. le marquis d'Hervey-Saint-Denys. (Vert.: Bespiegelingen uitgesproken door de President van de Academie ter gelegenheid van de dood van Markies d'Hervey de Saint-Denys)). Comptes rendus des séances de l'Académie des Inscriptions et Belles-Lettres, Vol. 36, Issue 6, pages 392-397. Tekst on line
- Hervey de Saint-Denys (1964). Les Rêves et les moyens de les diriger. Paris: Tchou/Bibliothèque du Merveilleux.Voorwoord door Robert Desoille.  Redactie door Jacques Donnars. Deze editie bevat niet 'De Appendix' van het boek uit 1867. Tekst on line
- B. Schwartz (1972). Hervey de Saint-Denys: Sa vie, ses recherches et ses découvertes sur le sommeil et les reves. Hommage à l'occasion du 150e anniversaire de sa naissance (Vert.: Hervey de Saint-Denys: Zijn leven, onderzoeken en ontdekkingen omtrent de slaap en dromen. Hommage ter gelegenheid van de 150e geboortedag.). Revue d'Electroencéphalographie et de Neurophysiologie Clinique, Vol 2, Issue 2, April-Juni 1972, pag. 131-139.
- Hervey de Saint-Denys (1977). Les Rêves et les moyens de les diriger. Plan de la Tour: Editions d'Aujourd'hui. (Facsimile herdruk van de Tchou-Uitgave).
- Hervey de Saint-Denys (1982). Dreams and how to guide them. Vertaald door en geredigeerd door Morton Schatzman. London. Gerald Duckworth. ISBN 0-7156-1584-X. (Verkorte uitgave).
- C.M. den Blanken & E.J.G. Meijer (1988/1991). An Historical View of "Dreams and the Ways to Direct Them; Practical Observations" by Marie-Jean-Léon LeCoq, le Marquis d'Hervey-Saint-Denys. Lucidity Letter, December, 1988, Vol.7, No.2,p. 67-78. Herziene versie::Lucidity,1991,Vol.10 No.1&2, p. 311-322. Dit artikel bevat een Engelse vertaling van de 'vergeten' Appendix van het originele boek uit 1867.
- Carolus M. den Blanken (1990). De kunst van het lucide dromen: een handleiding. ISBN 906120-8173. Uitg. Elmar. Rijswijk.
- Hervey de Saint-Denys (1991). Les Reves et les Moyens de les Diriger. Uitg. D'Aujourd'hui. ISBN F001579835 EAN 265-0001579838. Bevat geen illustraties.
- B. Schwartz (1992). Ce qu'on a du savoir, cru savoir, pu savoir sur la vie du marquis d'Hervey de Saint-Denys.(Vert.: Wat men verondersteld had te moeten weten, wat men meende te weten, en wat men had kunnen weten). Oniros no. 37/38, pag. 4-8. Soc. Oniros/Paris.
- R. Ripert (1992). Découverte et réhabilitation d'Hervey de Saint-Denys.(Vert.: De ontdekking en rehabilitatie van d'Hervey de Saint-Denys). Oniros no.37/38 pag. 20-21. Soc. Oniros/Paris.
- Hervey de Saint-Denys (1995). Les Reves et Les Moyens de Les Diriger:Observations Pratiques. ISBN 978-2909318042. Soc.Oniros/Paris.
- O. de Luppé, A. Pino, R. Ripert & B. Schwartz (1995).  D'Hervey de Saint-Denys 1822-1892; Biographie, Correspondance familiale, l'oeuvre de l'onirologue & du sinologue; les hommages rendus à l'auteur lors du centenaire de sa mort et l'exposition artistique autour de ses rêves. (Vert.: D'Hervey de Saint-Denys 1822-1892; Biografie, Familiale correspondenties, geschriften omtrent lucide dromen en sinologie: Hommages door auteurs ter gelegenheid van de 100e sterfdag en artistieke expositie inzake zijn dromen) Oniros, BP 30, 93451 Ile Saint-Denis cedex. De hommages zijn door Carolus den Blanken, Celia Green, Roger Ripert en Paul Tholey. ISBN 978-2909318035.
- Hervey de Saint-Denys (2000). I sogni e il modo di dirigerli. (Vert.: De droom en de manier om deze te sturen). Vertaald door C.M. Carbone. Il Minotauro, Phoenix. ISBN 8886732244; ISBN 978-8886732246.
- Hervey de Saint-Denys (2013). Dromen: Praktische Observaties. Integrale vertaling van  Les Rêves et les moyens de les diriger: Observations Pratiques (E-book) ISBN 978-90-82096309. Bevat frontispice, illustraties en de Appendix van het origineel uit 1867. Vertaling & Redactie Drs. Carolus M. den Blanken.
- Hervey de Saint-Denys (2007). Les Rêves et les moyens de les diriger. Geen  illustraties. ISBN 978-2915842234. Broché. Editions Cartouche/Paris. Tevens als E-boek verkrijgbaar.
- Hervey de Saint-Denys, Marie Jean Leon (2008). Les Reves et les Moyens de les diriger. Geen illustraties. Geen Appendix. ISBN 9782915495515. Paperback, Buenos Books International/Paris.
- Hervey de Saint-Denys, Marie Jean Leon (2012). Yume no sojuho. ISBN 9784336054944. Editor Takashi Tachiki. Publ. Kokushokankokai/Tokyo;2012.
- Jacqueline Carroy (2013), La force et la couleur des rêves selon Hervey de Saint-Denys . Rives méditerranéennes, 44 | 2013, 53-68.
- Hervey de Saint-Denys, Marie Jean Leon (2013). Les Reves et les Moyens de les diriger. Geen illustraties. Geen Appendix. E-boek. Buenos Books America LLC. ISBN 978-2915495522.
- Hervey de Saint-Denys (2016). Dreams and the Ways to Direct Them: Practical Observations. Published by Carolus den Blanken/Utrecht (E-book) ISBN 978-90-820963-6-1. Editors: Drs. Carolus den Blanken and Drs. Eli Meijer. English Translator: Drs. Carolus den Blanken. Translator Greek & Latin Sentences: Prof. Dr. Jan van Gijn. Integrale Editie.
- Hervey de Saint-Denys (2020). Dreams and the Ways to Direct Them: Practical Observations, Including an Appendix with a record of a dream after taking hashish. ISBN 978-94-6163-041-4 Inner Garden Press, Utrecht (E-book). Editor: Derekh Moreh. (Enhanced edition of the Den Blanken translation).
- Hervey de Saint-Denys (2020). Dreams and the Ways to Direct Them: Practical Observations, Including an appendix with a record of a dream after taking hashish. Inner Garden Press/Utrecht(E-book) ISBN 978-94-6163-041-4. Editor: Derekh Moreh. (Enhanced edition of the Den Blanken translation)
- Hervey de Saint-Denys (2021). Dreams and how to direct them: Practical Observations. Ouroboros Publishing (paperback) ISBN| 978-1-989586-47-1. Editor: Ouroboros Publishing. Translator: D. Bernardo
- Hervey de Saint-Denys (2021). Los sueños y como dirigirlos: Observaciones prácticas. Published by Abraxas Editores. Editor:  Abraxas Editores. Translator: D. Bernardo.

### Andere werken
- Genealogie:(na[dode link] toepassing)
- Hervey de Saint-Denys (1847). Los Herreros, Le poil de la prairie. Imprimerie De Boulé. Paris.Tekst on line
- Hervey de Saint-Denys (1849). Insurrection de Naples en 1647. Amyot. Paris. Tekst on line
- Hervey de Saint-Denys (1850). Histoire du théâtre en Espagne ; De la rareté et du prix des médailles romaines.
- Hervey de Saint-Denys (1856). Histoire de la révolution dans les Deux-Siciles depuis 1793.
- Hervey de Saint-Denys (1875). Examen des faits mensongers contenus dans un libelle publié sous le faux nom de Léon Bertin avec le jugement du tribunal correctionel de Versailles.
- Hervey de Saint-Denys (1878-1889). Collection of 6 autograph letters signed to unknown recipients. Chateau du Breau, (Seine-et-Marne), and 9 Av. Bosquet, 24th June 1878- 9th June 1889. In French. De brieven zijn aan collega's geschreven en bevatten voornamelijke sinologische aangelegenheden.